# Kakur Thakur
Kakur Thakur – gaun wikas samiti w środkowej części Nepalu  w strefie Dźanakpur w dystrykcie Sindhuli. Według nepalskiego spisu powszechnego z 2001 roku liczył on 876 gospodarstw domowych i 5143 mieszkańców (2543 kobiet i 2600 mężczyzn).